# 다샤 네크라소바
다샤 네크라소바(벨라루스어: Даша Някрасава, 영어: Dasha Nekrasova, 1991년 2월 19일 ~ )는 벨라루스계 미국인 배우, 작가, 감독, 팟캐스터이다.

## 출연 작품

### 텔레비전
- 미스터 로봇 (2019)
- 디킨슨 (2019)
- 더 서펀트 (2021, The Serpent)
- 석세션 (2021)

### 영화
- Wobble Palace (2018) - 공동 각본, 출연
- The Scary of Sixty-First (2021) - 연출, 각본, 출연
- 더 비스트 (2023)

### 게임
- 디스코 엘리시움 - 목소리